# Gyrophaena sierrae
Gyrophaena sierrae är en skalbaggsart som beskrevs av Charles Hamilton Seevers 1951. Gyrophaena sierrae ingår i släktet Gyrophaena och familjen kortvingar. Inga underarter finns listade i Catalogue of Life.